# 立教大学大学院経営学研究科・経営学部
立教大学経営学部（りっきょうだいがくけいえいがくぶ）は、立教大学が設置する経営学部。立教大学大学院経営学研究科（りっきょうだいがくだいがくいんけいえいがくけんきゅうか）は、経営学を教育・研究する立教大学の大学院経営学研究科。

## 概要

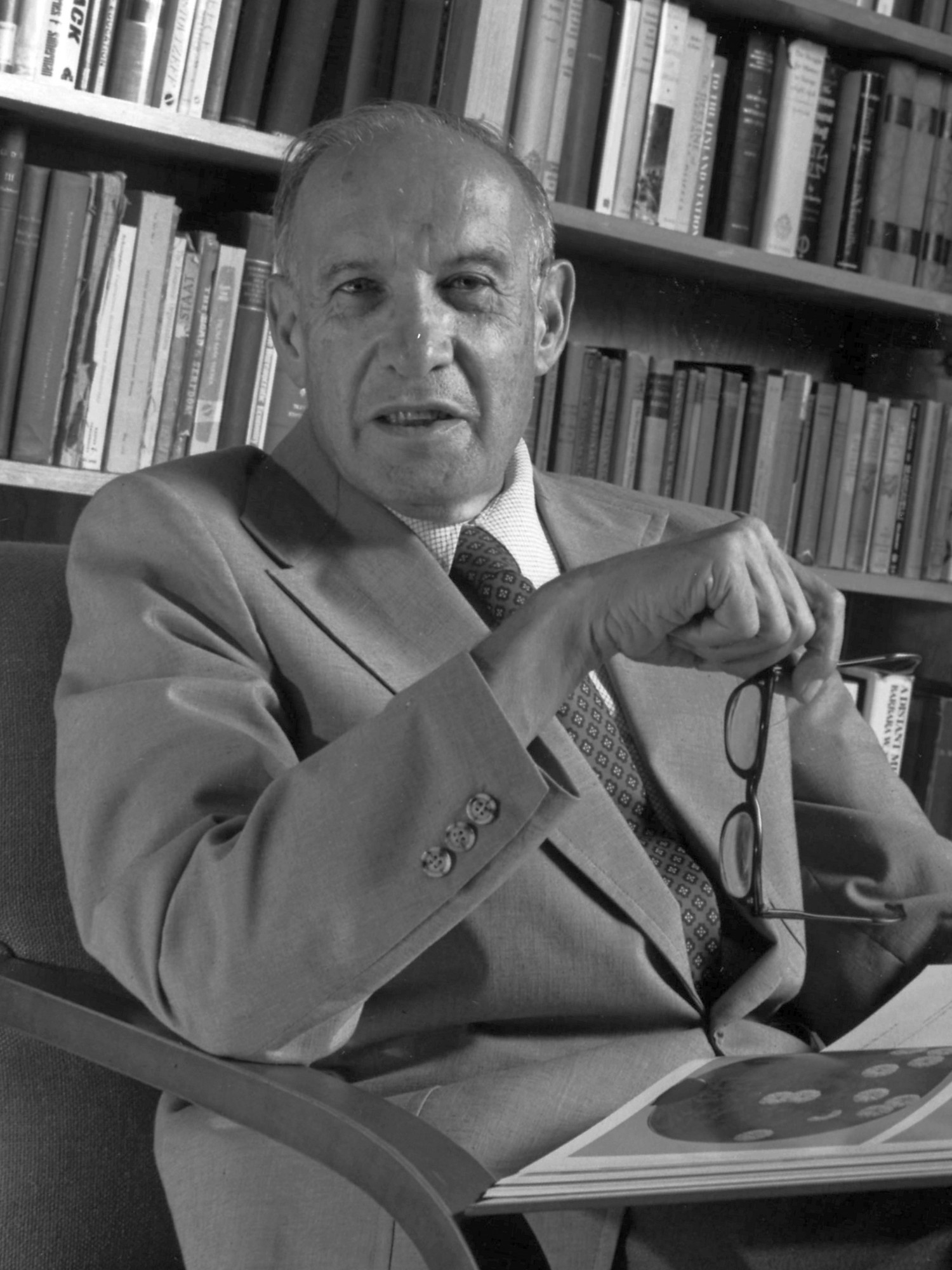
野田一夫（立教大学元教授）が日本に紹介したピーター・ドラッカー

立教大学経営学部は経営学科、国際経営学科の2学科からなる。そのルーツは立教大学経済学部経営学科(歴史についての詳細は立教大学大学院経済学研究科・経済学部を参照)で、長き歴史と伝統があり、さらにその前身となる商科や商学部においても多くの碩学が経営学を講じてきた。中でも日本におけるマーケティングの紹介者で、出光佐三（出光興産創業者）にも大きな影響を与えた内池廉吉（東京商科大学・現一橋大学教授）も長く教授として商業政策を教えたほか、商品学の泰斗である坂口武之助（立教大学予科部長）は商学を講じ、立教大学と繋がりのあるアメリカのペンシルベニア大学で学んだ伊藤重治郎（早稲田大学教授）は商店経営や商業英語を教え、数学の大家である浅越金次郎（商船学校教授）は商学部創設以来の教授として商業数学を担った。

1943年には、能率の父として知られる上野陽一（日本初の経営コンサルタント）が教授に就任し、経済学部長と経営経済学科長を務めたほか、立教学院の企画委員として学校運営を支えた。
経済学部経営学科は、2006年に社会学部産業関係学科を併合して経営学部として独立した。同年、大学院経済学研究科経営学専攻及び大学院社会学研究科応用社会学専攻を母体として大学院経営学研究科が設置された。国際経営学科では専門科目の70%を英語で開講しており、英語力を養う授業を入学時から段階的に進めるプログラムで構成されている。

学部開設翌年の2007年には、ペンシルベニア大学ウォートン校教授のスティーブン・コブリン（Stephen Kobrin）を訪問教授に迎え特別講演会を開催。コブリン教授は、その後も2010年、2011年と立教大学を度々来訪して講演を行い学生らへの指導や教員との交流に尽力したが、2011年の講演会は立教大学経営学部とノースイースタン大学の共催による国際シンポジウムとして開催され、ディスカッサントを立教大学経営学部諮問委員の内永ゆか子（当時、ベルリッツ・コーポレーション会長）が務めた。
2024年には世界的なビジネス教育の認証評価機関であるAACSB（The Association to Advance Collegiate Schools of Business）の国際認証を取得（学部・大学院）し、学部・研究科単位の取得では私立の総合大学で日本初となり、世界トップクラスの教育機関として認定を受けた。
経営学部の創設は、社会学部長であった白石典義が社会学部産業関係学科の使命が終わったと見切り、経営学部創設を構想し、学内での長い交渉を経て実現した学部で、初代経営学部長を務めた。経営学部の特色ある教育プログラムである『ビジネス・リーダーシップ・プログラム(BLP)』は、日向野幹也が立ち上げを担当した。BLPは日本初の学部必修のリーダーシップ教育プログラムであり、文部科学省の「質の高い大学教育推進プログラム」全国トップ15に選定され、最高ランクの評価を受けるなど社会的に高い評価を得ており、学生からの人気も高いプログラムとなっている。
英語教育も特色の一つであり、2006年の学部開設時に、日本の英語教育の最前線を担う第一人者で大学院異文化コミュニケーション研究科教授であった鳥飼玖美子（立教大学名誉教授）が経営学部国際経営学科教授となり、NHK・EテレやNHKラジオでも活躍する松本茂（立教大学名誉教授）も教授に招聘され、先端的な英語教育プログラムが展開された。鳥飼は2008年には新設の異文化コミュニケーション学部の教授を務め、松本は2014年にグローバル教育センター長も歴任し、学内に先進となる英語教育の裾野を拡げた。
また、経営学部の前身の一つである社会学部産業関係学科で教授を務め、日本のアントレプレナーシップ教育のさきがけとなる指導を行った野田一夫が、リーダーシップ論など経営学部の授業で度々ゲストスピーカーとして講じた。野田は、日本にピーター・ドラッカーを紹介した日本の経営学の開祖の一人で、平成の吉田松陰、日本経済界のゴッドファーザーとも称され、ベンチャー三銃士と呼ばれる孫正義、澤田秀雄、南部靖之をはじめ、多くの起業型経営者を育てた。

前身である経済学部経営学科では三戸公が教授を務め、人間の協働関係としての経営や組織体における個人と組織の問題に焦点を据えた「人としての経営学」の確立と体系化を進め、「三戸経営学」と呼ばれる研究業績は日本の経営学研究における高峰の一つとしての位置をしめている。三戸はドラッカー研究者でもあり、ドラッカー理論体系を包括的な理論へ再構成する画期をなす研究を行い、グローバルな理論へ進展させた。

## 沿革
- 1859年 - タウンゼント・ハリスの支援のもと江戸幕府の長崎奉行の要請でジョン・リギンズとチャニング・ウィリアムズが長崎に私塾を創設。
- 1870年 - ウィリアムズが大阪・川口の与力町に英学講義所（後の大阪・英和学舎）を設立。
- 1874年 - ウィリアムズにより東京・築地に立教学校が設立。
- 1883年 - 教育令による立教大学校を設立（旧制大学）。
- 1887年 - 大阪・英和学舎が立教大学校と合併。
- 1907年 - 専門学校令により立教大学と改称、文科・商科を設置。
- 1922年 - 大学令により再び旧制大学に昇格、文学部・商学部を設置。
- 1924年 - 商学部経済学科を設置。
- 1931年 - 商学部を経済学部と改称。
- 1943年 - 経済学部経済学科を国家経済学科、経済学部商学科を経営経済学科と改称。
- 1949年 - 新制大学として認可、経済学部には経済学科と経営学科を設置。
- 2006年 - 経済学部経営学科が社会学部産業関係学科を併合して経営学部として独立、経営学科と国際経営学科の2学科体制となる。
- 2024年 - 経営学部・大学院経営学研究科がAACSBによるビジネス教育の国際認証を取得[11]。

## 学部・学科
- 経営学部
  - 経営学科
  - 国際経営学科

## 大学院
- 経営学研究科
  - 経営学専攻（博士前期課程・博士後期課程）
  - 国際経営学専攻（博士前期課程）

## 組織
- 経営学部長・経営学研究科委員長：山口和範[25]

## 主な教職員
（五十音順）
- 秋野晶二（立教大学経営学部経営学科教授）
- 石川淳（立教大学経営学部経営学科教授、元経営学部長、元経営学研究科委員長）
- 亀川雅人（立教大学経営学部経営学科教授）
- クリスティーナ・アメージャン（立教大学経営学部国際経営学科特任教授、一橋大学名誉教授、コロンビア大学ビジネススクール元助教授）
- 鈴木秀一（立教大学経営学部経営学科教授)
- 高岡美佳（立教大学経営学部経営学科教授）
- 田谷禎三（立教大学経営学部国際経営学科特任教授、大和総研特別理事、元日本銀行政策委員会委員）
- 中原淳（立教大学経営学部経営学科教授）
- 松本茂（立教大学経営学部国際経営学科教授、立教大学グローバル教育センター長）
- 山口和範（立教大学経営学部経営学科教授、経営学部長、経営学研究科委員長、元立教大学副総長）
- 山中伸彦（立教大学経営学部経営学科・ビジネスデザイン研究科教授）